# Tramways verviétois

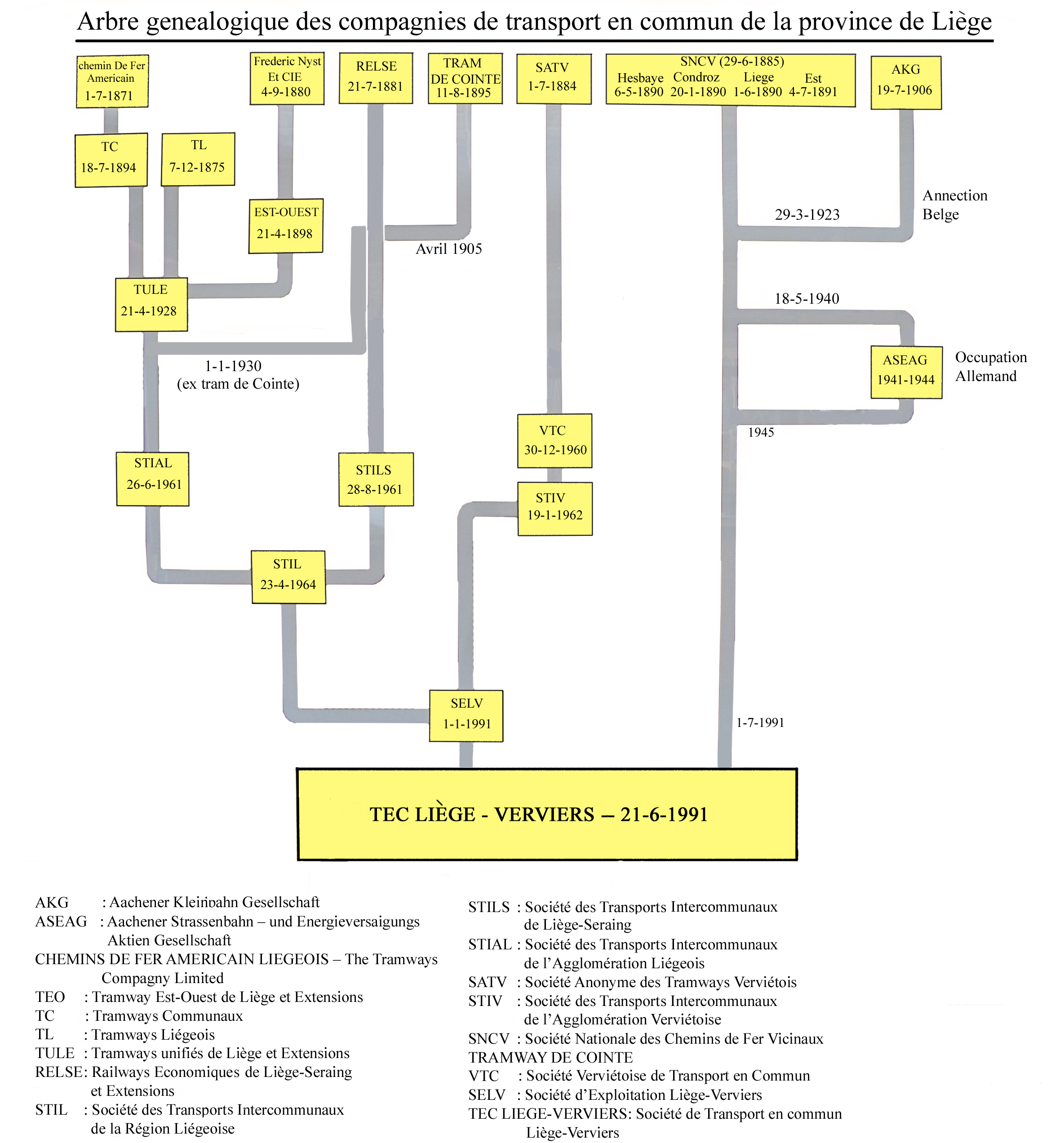
Geschiedenis van T.V.

De Tramways Verviétois, afkorting T.V., ook wel bekend als Société Anonyme des Tramways Verviétois, afkorting S.A.T.V. was een vervoerbedrijf dat stads- en streekvervoer exploiteerde in de gemeente Verviers.

## Geschiedenis
In de jaren 1870 was Verviers een zeer belangrijke industriestad geworden. Daarom werd er besloten om een tweetal tramlijnen aan te leggen die de plaatsen Dison, Lambermont en Ensival met Verviers zouden verbinden. Enkele personen vroegen vervolgens een vergunning aan om die tramlijnen uit te baten.
De T.V. werd in 1883 opgericht door drie heren, genaamd David, Mathonet-Brouet en Besme. Zij vroegen aan de Gemeente Verviers de vergunningen om de nieuwe tramlijnen uit te baten. De concessies werden in april 1883 toegekend en in september 1883 werd de Société anonyme des Tramways Verviétois, kortweg Tramways Verviétois opgericht.
In het begin werd het net geëxploiteerd met paardentrams maar in 1900 werd er overgeschakeld op elektrische trams. In de jaren die daarop volgden tot 1914 werd het volledige lijnennet uitgebreid. Op 4 januari 1912 nam de T.V. de exploitatie van de pas gebouwde buurtspoorweglijn (Verviers –) Heusy – Spa. Op 1 maart 1920 nam de NMVB de concessie terug over en moesten de reizigers in Heusy overstappen tussen de twee trammaatschappijen. In 1929 is een akkoord gesloten waarbij de NMVB tram doorreed op de T.V.-sporen tot station Verviers-Centraal.
In 1956 werden er twee buslijnen ingesteld om enkele wijken te ontsluiten. Vanaf toen zouden alleen nog maar de buslijnen terrein winnen en in 1958 werd er voor het eerst besloten om een tramlijn te verbussen. In december 1927 was de concessie van T.V. verlengd tot 1960; toen deze verliep werd de T.V. ontbonden. Alle kapitalen en materialen werden toen overgemaakt naar een tijdelijk beheersorgaan genaamd VTC, dat maar een jaar bestond. In 1961 ging de concessie over naar de STIV die hiermee de concessie wegkaapte van de NMVB die ook een oog had op de vergunningen.

## Exploitatie

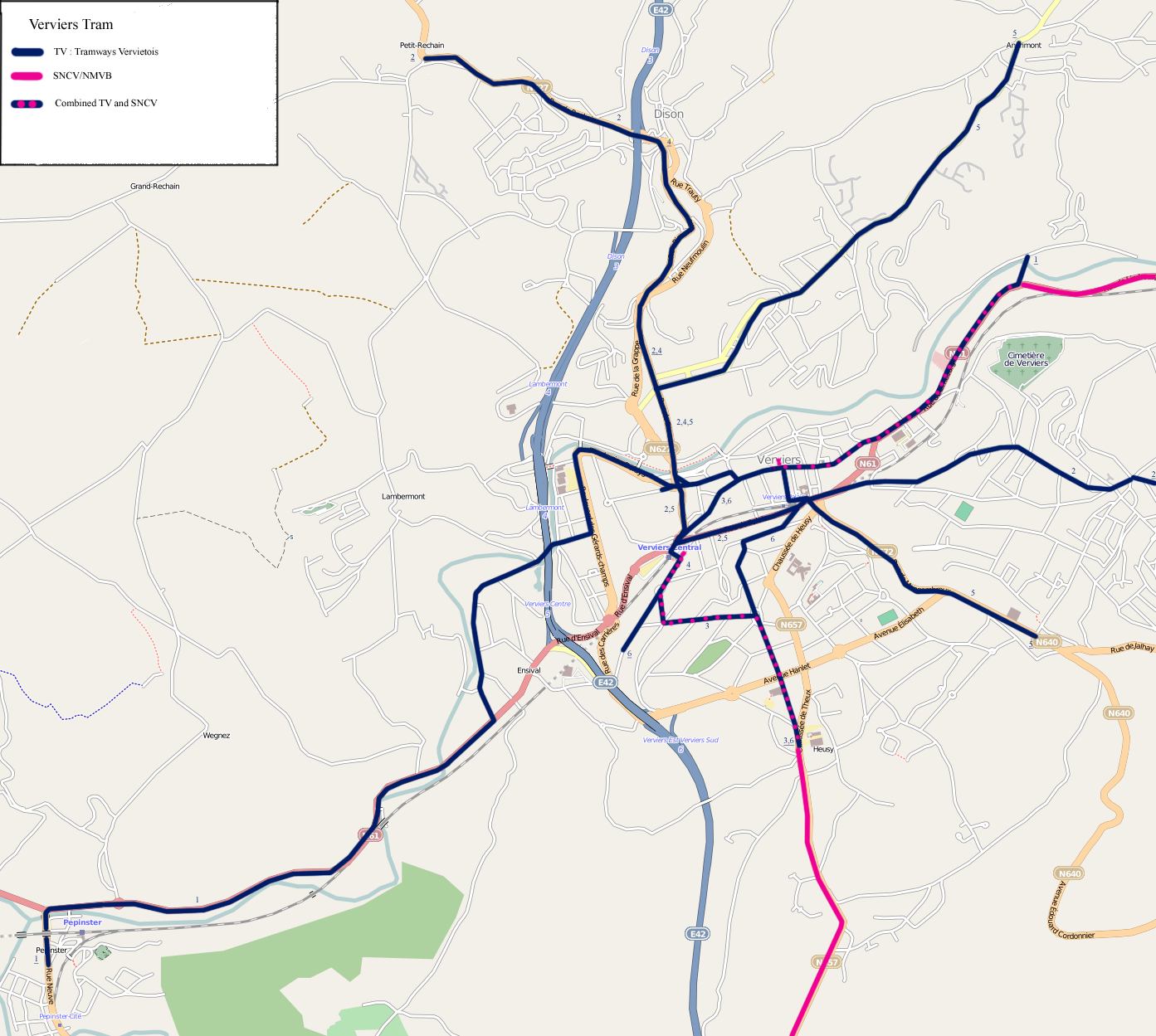
Tramnetwerk van Verviers in 1950.

De T.V. exploiteerde verschillende bus- en tramlijnen in de gemeente Verviers. Dit gebeurde veelal met eigen materieel en soms door geleend materieel. Dit geleend materieel kwam vooral in dienst na de Eerste en na de Tweede Wereldoorlog.

### Tramlijnen
In 1950 reden er de volgende tramlijnen:
- 1: Pepinster – Renoupré
- 2: Petit Rechain – Stembert
- 3: Heusy – ringlijn in de wijzerzin in het centrum
- 4: Dison (église) – Station Centraal
- 5: Andrimont – Église
- 6: Heusy – ringlijn in de tegenwijzerzin in het centrum

Daarnaast reden er nog kort traject diensten met doorstreepte lijnnummers.

## Galerij

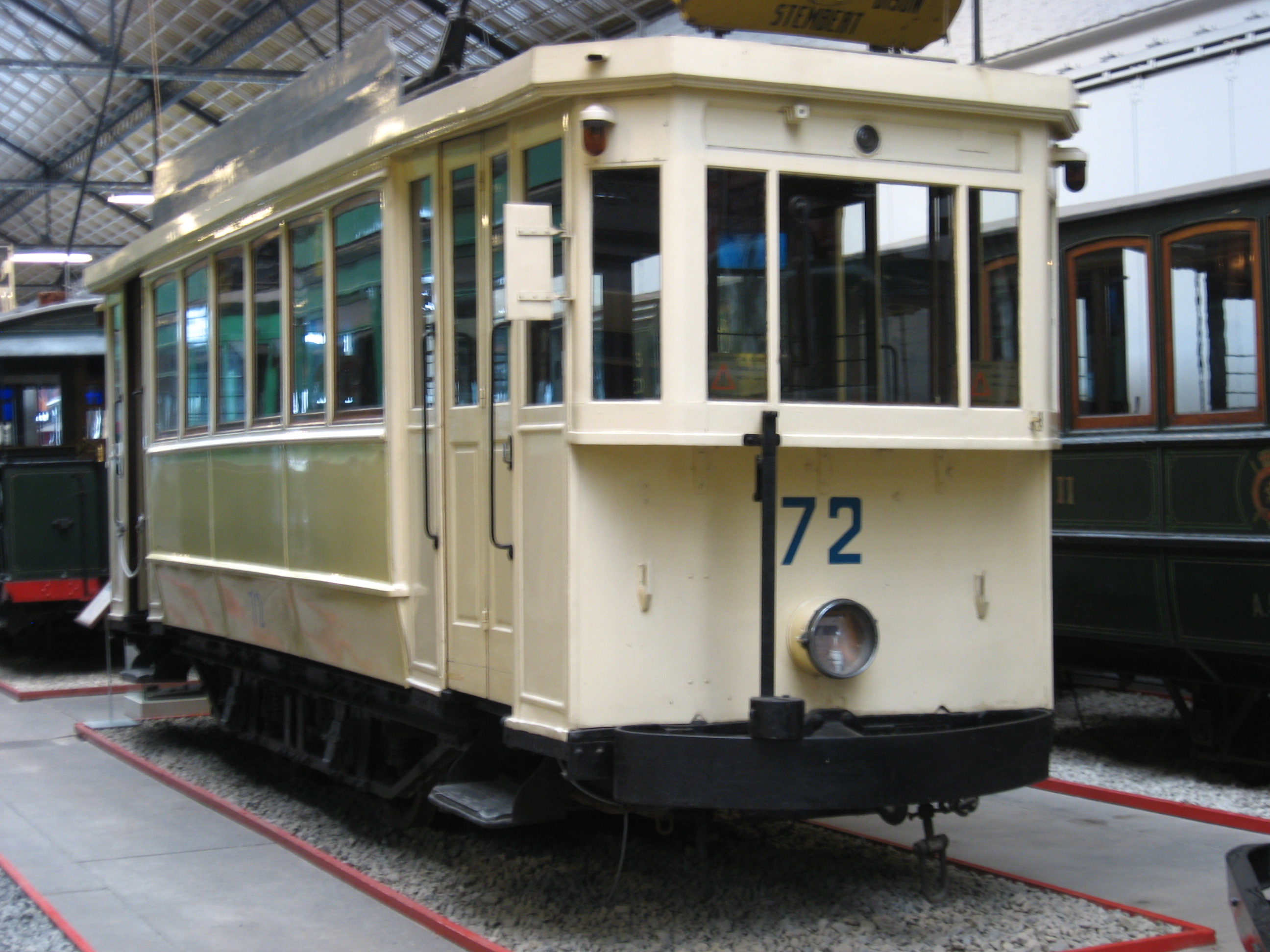
Motorwagen 72
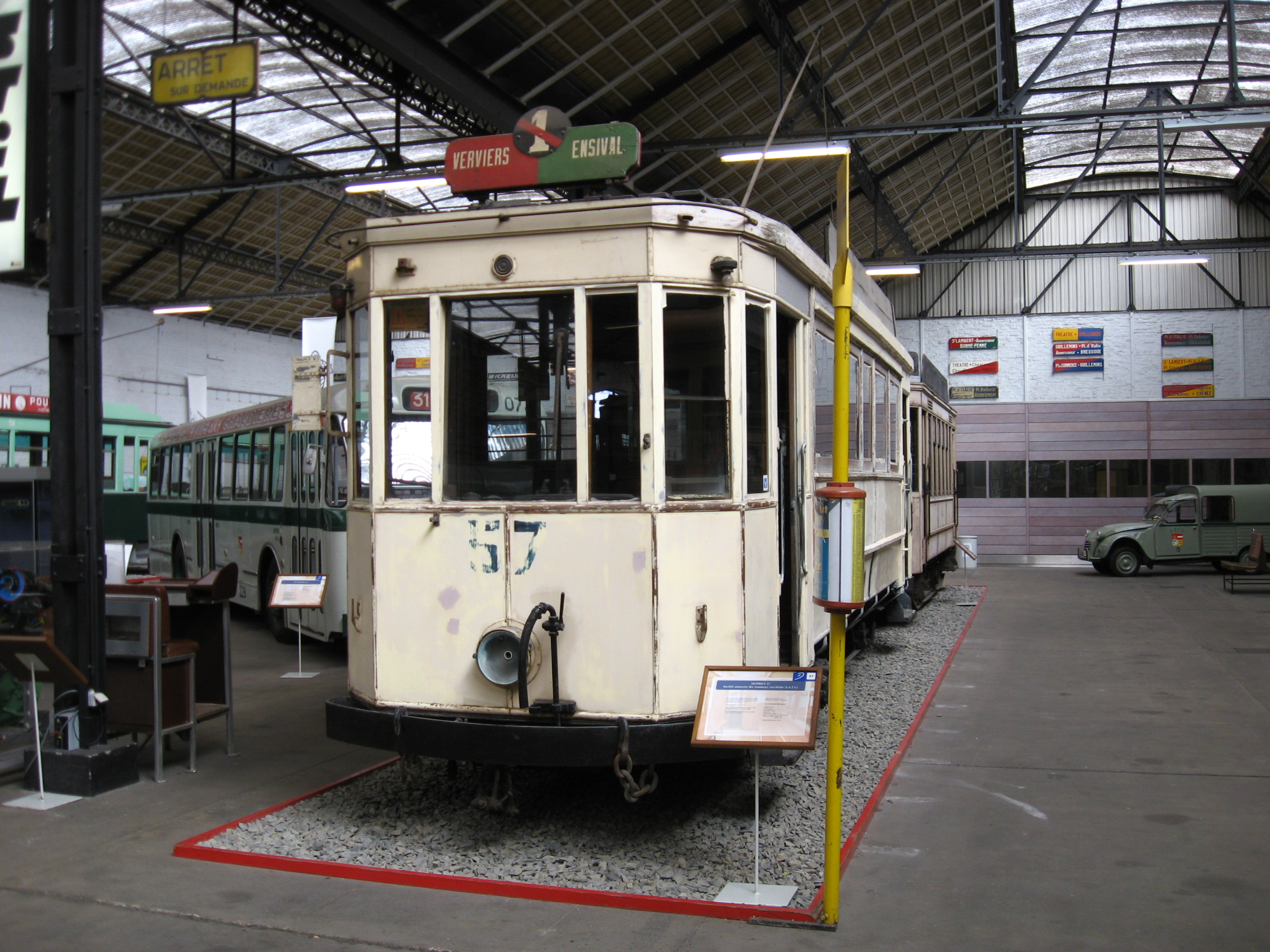
Motorwagen 57
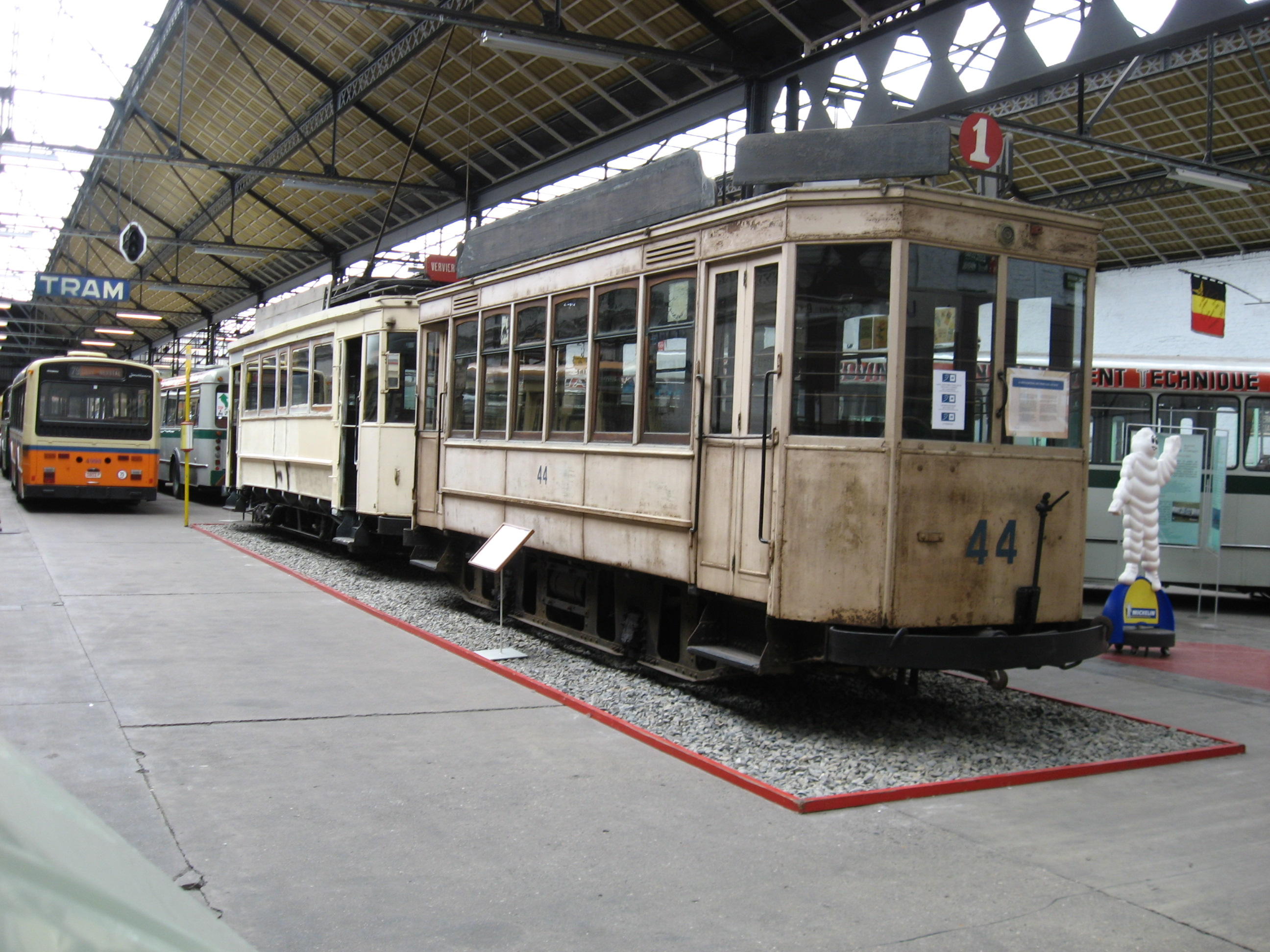
Bijwagen 44
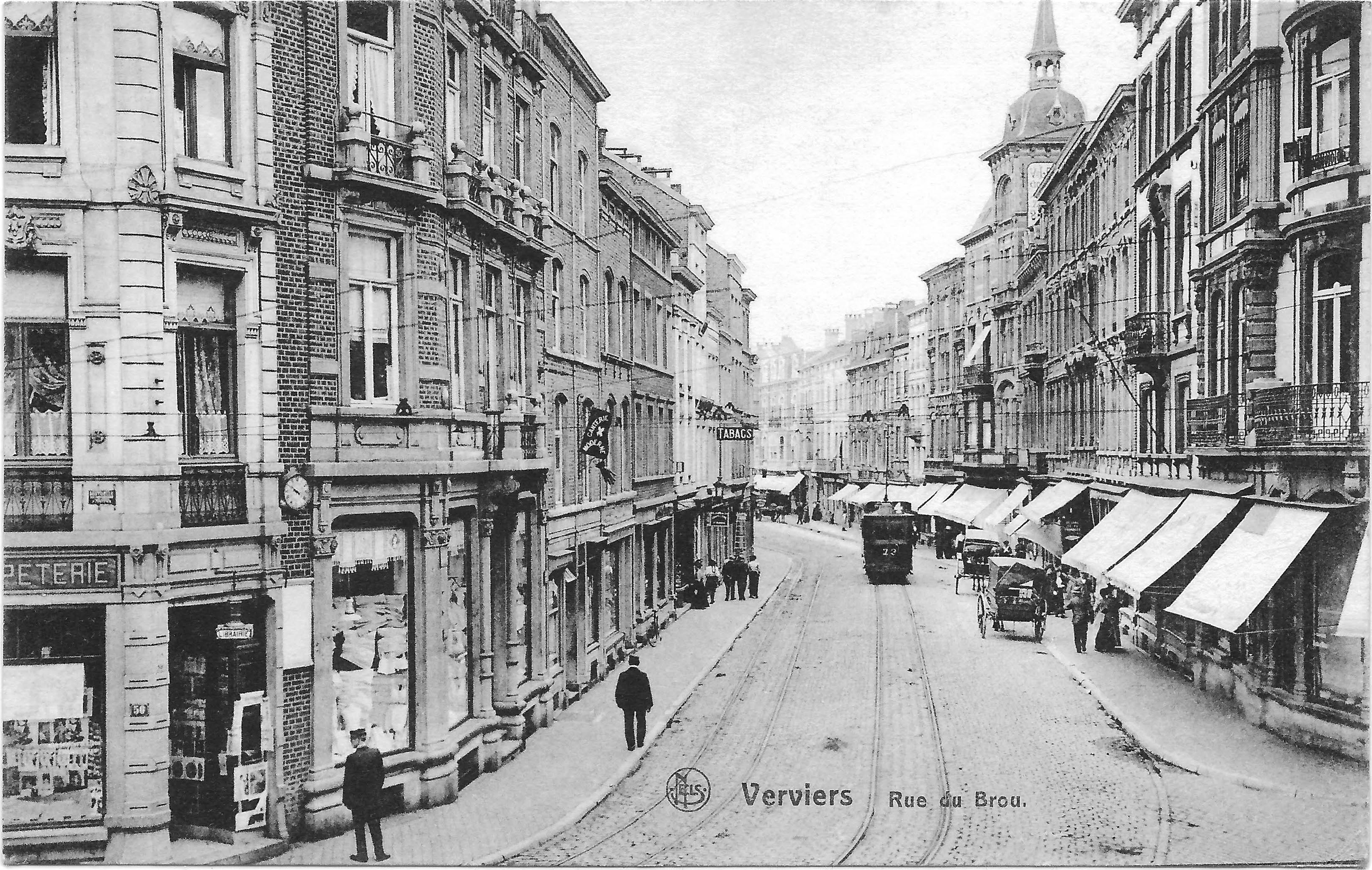
Trams na de elektrificatie